# Anel Kocijan
Anel Kocijan (* 19. November 1992) ist ein österreichischer Fußballspieler und -trainer, der nebenbei auch als Futsalspieler und -trainer in Erscheinung tritt.

## Sportliche Laufbahn
Anel Kocijan, Sohn des österreichischen Internationalen Tomislav Kocijan, begann seine Karriere in der Jugendmannschaft des SK Sturm Graz, ehe er für die Saison 2007/08 ein Jahr beim SV Gössendorf in der Steiermark spielte. 2008 wechselte er zum Grazer Vorortklub FC Gratkorn, wo er in der zweiten Mannschaft, welche in der steirischen Landesliga spielte, zu drei Einsätzen kam. Danach ging er für fünf Spiele in die Südsteiermark zum Ligarivalen SVL Flavia Solva, wo er in jenen Spielen zwei Tore erzielte und mit den Flavianern den Aufstieg in die Regionalliga Mitte feiern konnte. 
2009, nach nur zwei Monaten in Wagna, kehrte er zu Sturm zurück und wurde bei den Amateuren eingesetzt. Sein erstes Spiel in der Regionalliga Mitte machte Kocijan bereits vor dem Wechsel zu Flavia Solva am 7. Mai 2010 gegen den SV Allerheiligen, als er in der 86. Minute für Daniel Schmölzer eingewechselt wurde. Im Winter 2011 wechselte er für eineinhalb Jahre in die steirische Landesliga zum SV Pachern, wo er mit 13 Toren in 36 Einsätzen wieder auf sich aufmerksam machen konnte. 
Deswegen kehrte er zu den Amateuren zurück und spielte wieder in der dritthöchsten österreichischen Spielklasse. Nach guten Leistungen kam Kocijan unter Trainer Markus Schopp zu seinem Bundesligadebüt in der ersten Mannschaft der Grazer. Der Stürmer wurde am letzten Spieltag der Saison 2012/13 gegen den SC Wiener Neustadt, welcher am 26. Mai 2013 stattfand, in der 43. Minute für Martin Ehrenreich eingewechselt. Das Spiel in der UPC-Arena wurde 0:3 verloren.
Im Sommer 2021 hatte Kocijan auf der Rückreise von einem Trainerkurs in Sarajevo einen schweren Autounfall zwischen Split und Šibenik. Beim Unfall erlitt er neben diversen Rippenbrüchen auch ein Blutgerinnsel im Kopf.